# L'Avalanche (film, 1925)
Pour les articles homonymes, voir Avalanche (homonymie).
Pour plus de détails, voir Fiche technique et Distribution.
L'Avalanche (Enticement) est un film muet américain réalisé par George Archainbaud et sorti en 1925. Il met en vedette Mary Astor, Clive Brook et Ian Keith,.

## Fiche technique
- Titre original : Enticement
- Réalisation : George Archainbaud
- Scénario : Bradley King, d'après un roman de Clive Arden
- Photographie : Henry Sharp
- Production : First National Pictures

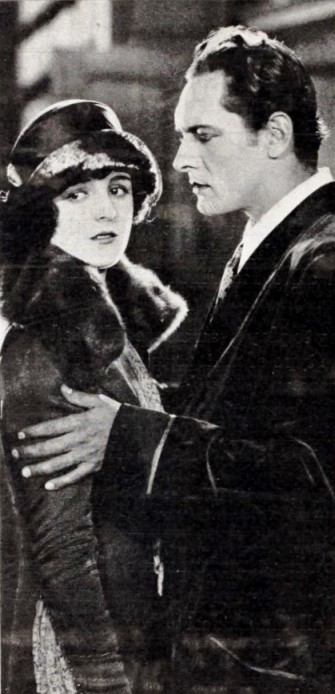
Mary Astor et Ian Keith dans une scène du film.

- Genre : Drame
- Durée : 70 minutes
- Date de sortie : 
  - États-Unis : mars 1925

## Distribution
- Mary Astor : Leonore Bewlay
- Clive Brook : Henry Wallis
- Ian Keith : Richard Valyran
- Louise Dresser : Mrs. Samuel Murray
- Edgar Norton : William Blake
- Vera Lewis : Mrs. Blake
- Lillian Langdon : Mrs. Edward Merley
- Lorimer Johnston : Edward Merley
- Maxine Elliott Hicks : Olive Merley
- Fenwick Oliver : Mr. Kerry
- Florence Wix : Mrs. Kerry
- George Bunny : l'évêque
- Roland Bottomley : Bevington
- Aileen Manning : la vieille servante
- Richard Botsford : rôle indéterminé
- Newton Hall : rôle indéterminé

## Conservation
Aucune copie n'existant dans aucune archive cinématographique, il s'agit d'un film perdu.